# Тесс Ледо
Тесс Ледо (фр. Tess Ledeux, нар. 23 листопада 2001) — французька фристайлістка, срібна призерка Олімпійських ігор 2022 року, чемпіонка світу.

## Олімпійські ігри
| Рік  | Місто                     | Слоупстайл | Біг-ейр |
| ---- | ------------------------- | ---------- | ------- |
| 2018 | Пхьончхан, Південна Корея | 15         | Н/Д     |
| 2022 | Пекін, Китай              |            | 2       |

## Чемпіонат світу
| Рік  | Місто                  | Слоупстайл | Біг-ейр |
| ---- | ---------------------- | ---------- | ------- |
| 2017 | Сьєрра-Невада, Іспанія | 1          | —       |
| 2019 | Парк-Сіті, США         | —          | 1       |
| 2021 | Аспен, США             | 4          | 6       |